# Stängelumfassender Knotenfuß
Der Stängelumfassende Knotenfuß (Streptopus amplexifolius) ist eine Art aus der Familie der Liliengewächse (Liliaceae).

## Beschreibung

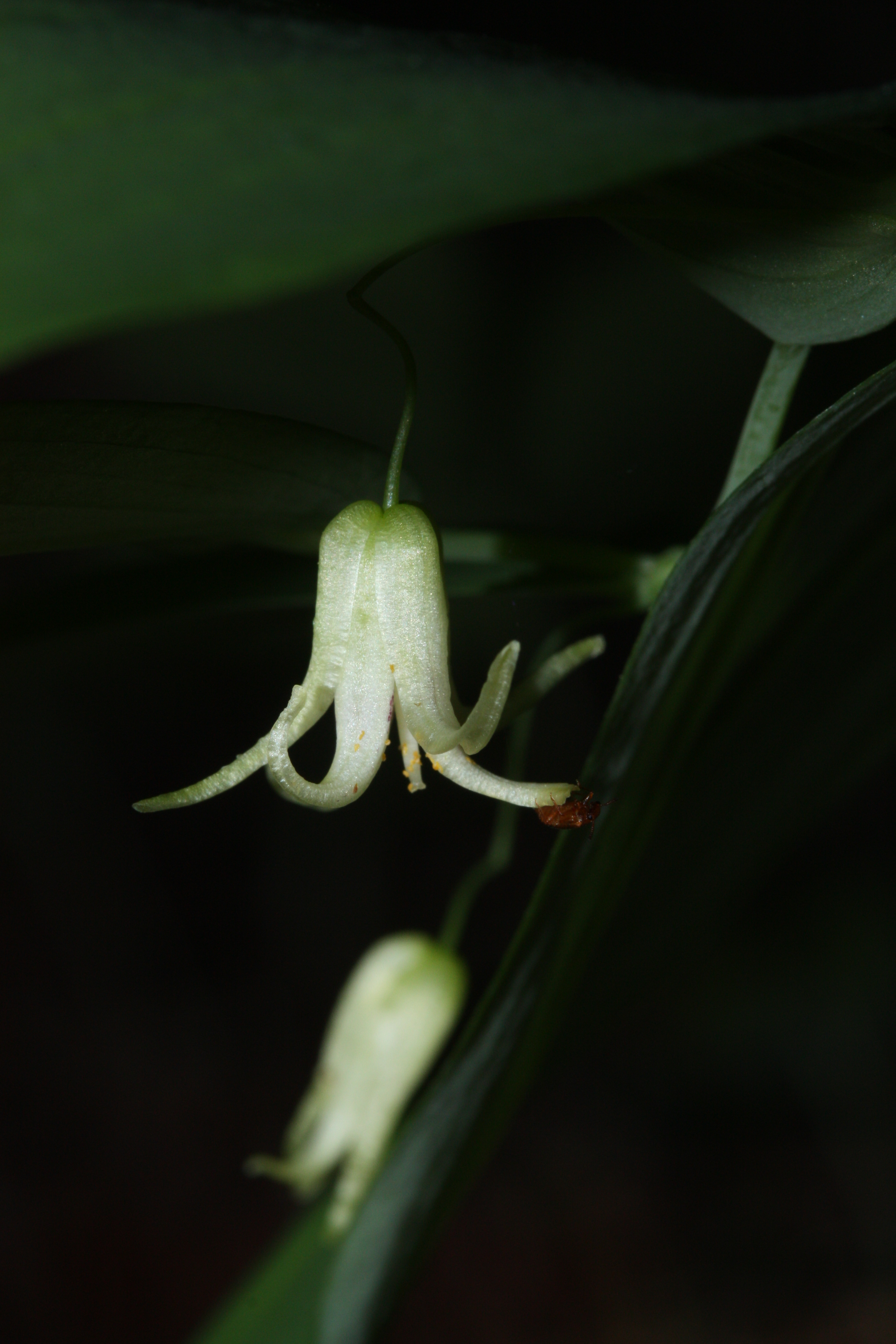
Blüte

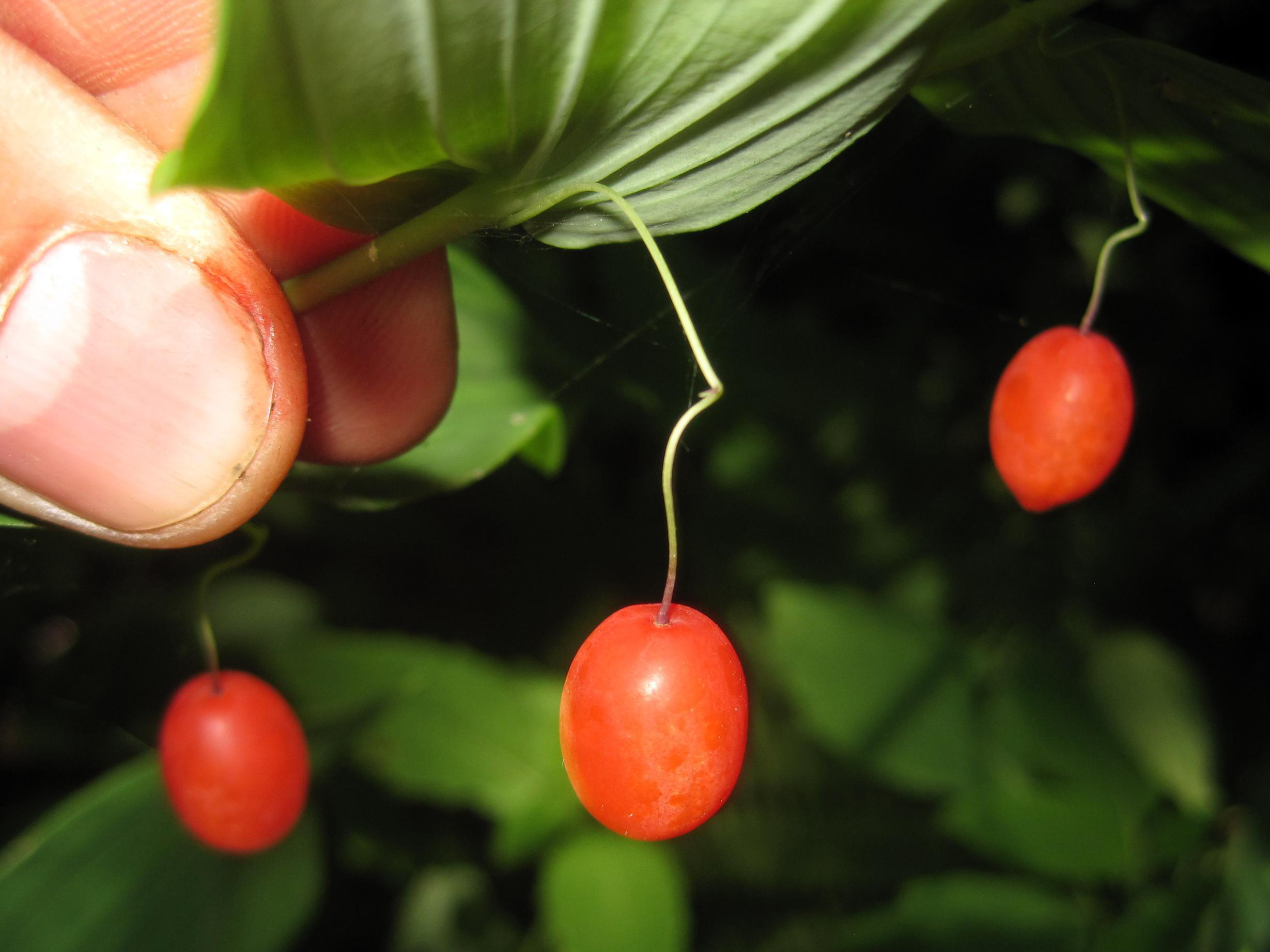
Streptopus amplexifolius, Früchte

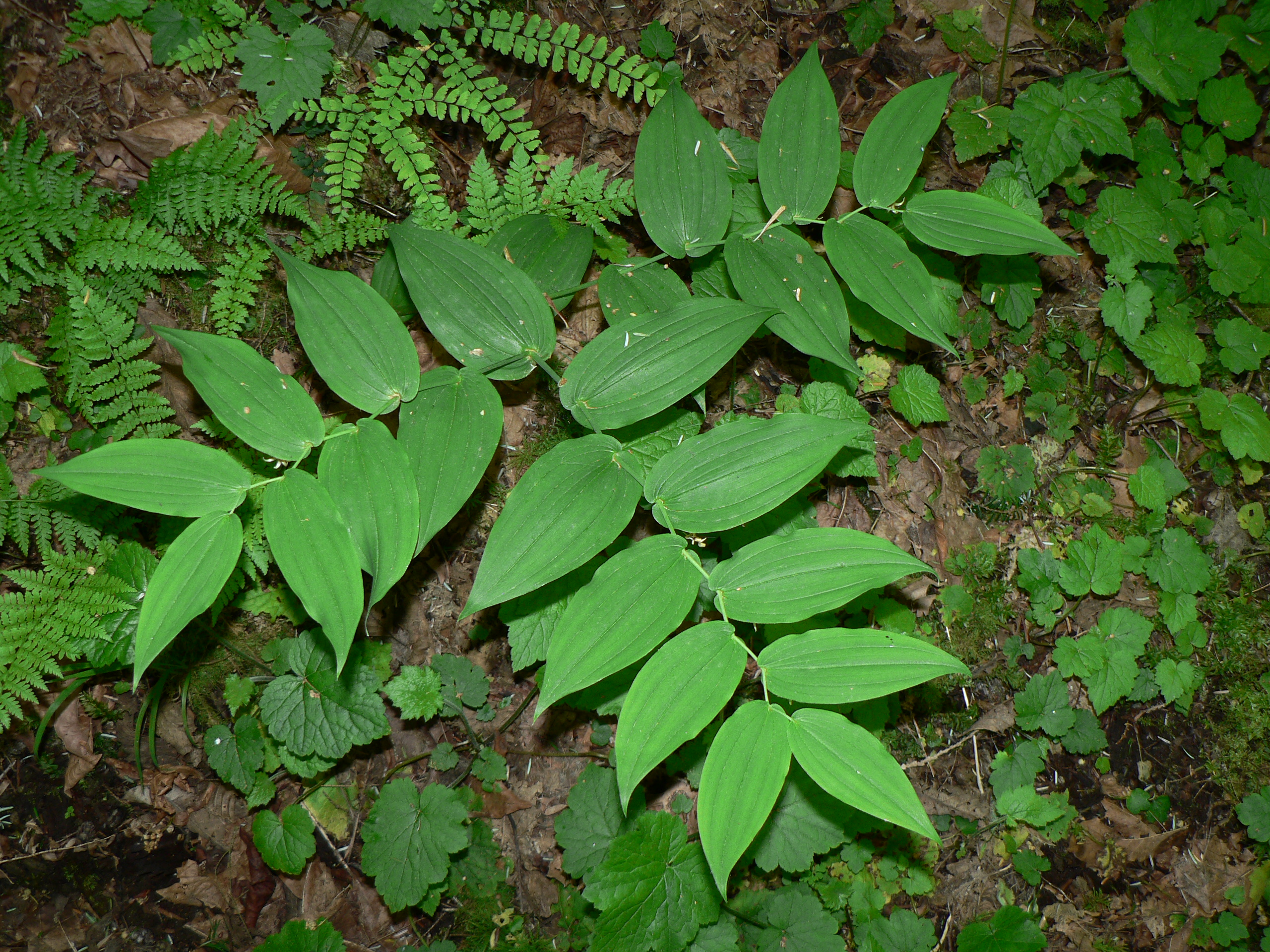
Stängelumfassender Knotenfuß (Streptopus amplexifolius)

Der Stängelumfassende Knotenfuß ist ein sommergrüner, rosettenloser Hemikryptophyt, der Wuchshöhen von 30 bis 100 Zentimeter erreicht. Das Rhizom ist schief und knotig. Die Blätter sind stängelumfassend. Die Blüten sind weißlich. Die Beeren sind zinnoberrot.
Die Blütezeit reicht von Juni bis Juli. Es findet Insektenbestäubung oder Selbstbestäubung statt. Die Samen werden durch Endochorie verbreitet. Die Art ist ein Kältekeimer.
Die Chromosomenzahl beträgt 2n = 32.

## Verbreitung
Der Stängelumfassende Knotenfuß ist in Europa, Asien und Nordamerika heimisch.
In Mitteleuropa wächst er in montanen frischen Fichten- und Nadel(-Laub)mischwäldern, Grünerlengebüschen, Hochstaudenfluren und sickernassen (Schlucht-)Felsbänken. Er meidet Kalk. Er ist eine Charakterart des Alnetum viridis, kommt aber auch im Aceri-Fagetum oder im Luzulo-Abietetum vor.
Das Verbreitungsgebiet des Stängelumfassenden Knotenfußes umfasst die gemäßigten Zonen der nördlichen Halbkugel. 
Die Art kommt in Deutschland verbreitet in Süd-Bayern in den Alpen und Voralpen, selten in Ost-Bayern im Bayerischen Wald, in Süd-Baden-Württemberg im Alpenvorland und im Süd-Schwarzwald sowie in Süd-Sachsen im Elbsandsteingebirge und im Erzgebirge im Zechengrund vor. In Thüringen ist der Stängelumfassende Knotenfuß ausgestorben. In den Allgäuer Alpen steigt er am Nordanstieg des Kegelkopfs in Bayern bis zu 1800 Metern Meereshöhe auf.
Die ökologischen Zeigerwerte nach Landolt & al. 2010 sind in der Schweiz: Feuchtezahl F = 3+ (feucht), Lichtzahl L = 3 (halbschattig), Reaktionszahl R = 2 (sauer), Temperaturzahl T = 2+ (unter-subalpin und ober-montan), Nährstoffzahl N = 3 (mäßig nährstoffarm bis mäßig nährstoffreich), Kontinentalitätszahl K = 2 (subozeanisch).

## Belege
- Eckehart J. Jäger, Klaus Werner (Hrsg.): Exkursionsflora von Deutschland. Begründet von Werner Rothmaler. 10., bearbeitete Auflage. Band 4: Gefäßpflanzen: Kritischer Band. Elsevier, Spektrum Akademischer Verlag, München/Heidelberg 2005, ISBN 3-8274-1496-2.